# Toni Pellegrini
Toni Pellegrini (1924 - 12 augustus 1996) was een Maltees staatsman.
Pellegrini was aanvankelijk secretaris van de Malta Labour Party van Dominic Mintoff, speechschrijver, en directeur van de televisiezender TVM, doch trad in 1962 uit deze partij uit onvrede over Mintoff's visie ten opzichte van de Rooms-Katholieke Kerk (verregaande scheiding van Kerk en Staat). In samenwerking met pater Felicjan Bilocca (1914-1987) vormde hij de door de Rooms-Katholieke Kerk gesteunde Christian Workers Party. De CWP, een vrij radicale partij, streefde naar een onafhankelijke Maltese republiek en naar een socialistisch beleid. Bij de verkiezingen van 1962 behaalde de CWP 4 zetels. Bij de verkiezingen van 1966 keerde de partij niet meer terug in het parlement.